# Georg Karl von Klingberg
Georg Karl Freiherr von Klingberg was een Duits aristocraat (Freiherr) en militair in Saksische dienst. Hij bracht het tot luitenant-generaal en inspecteur der infanterie. Georg Karl Freiherr von Klingberg werd op 4 september 1768 door de Saksische regent prins Xaver tot commandeur in de militaire Orde van Sint-Hendrik benoemd.